# Bassin (circonscription administrative)
Pour les articles homonymes, voir Bassin.
Une circonscription administrative de bassin, ou de manière usuelle une circonscription de bassin ou simplement un bassin est une circonscription administrative française qui correspond au niveau de gestion de la ressource en eau à l’échelle des grands bassins hydrographiques. Les limites d'une circonscription administrative de bassin sont les limites des communes qui la composent alors que les limites du bassin hydrographique sont les limites physiques de ce domaine, c'est-à-dire la ligne des crêtes qui sépare deux bassins contigus, appelée aussi ligne de partage des eaux.
La France compte 12 circonscriptions administratives de bassin : Adour-Garonne, Artois-Picardie, Loire-Bretagne, Rhin-Meuse, Rhône-Méditerranée, Corse, Seine-Normandie, Guyane, Martinique, Guadeloupe, La Réunion et Mayotte.
Sur chacune de ces circonscriptions de bassin, la ressource en eau est administrée en France métropolitaine par des « instances de bassin » qui regroupent une agence de l’eau et un comité de bassin. Une organisation similaire mais adaptée, comprenant un office de l’eau et un comité de bassin, existe pour les bassins français ultra-marins. Pour chaque circonscription de bassin, ces instances sont complétées par le préfet coordonnateur de bassin et la délégation de bassin qui ont pour mission de coordonner les actions sur l’ensemble du bassin hydrographique.

## Histoire
Le vote de la loi du 16 décembre 1964 a permis de mettre en place un dispositif de gestion de l'eau répondant à deux objectifs : d'une part de respecter sur l'ensemble du territoire national l'unité de la ressource «eau » quel qu’en soit l'usage, d'autre part d'assurer le financement des opérations liées à l'usage de l'eau. Cette loi crée les organismes de bassin (agences et comités de bassin) et donc les circonscriptions administratives de bassin, délimitant les territoires d'exercice de ces organismes. Pour la première fois dans l’histoire administrative française, une entité naturelle, le bassin, correspond à une circonscription administrative et fera donc l’objet d’une gestion spécifique. Par ailleurs et surtout, la lecture du premier article de la loi laisse apparaître que l’objectif, le fil directeur de la loi, consiste à lutter contre la pollution pour satisfaire ou concilier les exigences de :
- l’alimentation en eau potable et la santé publique ;
- l’agriculture, l’industrie, les transports, et toute autre activité humaine d’intérêt général ;
- la vie biologique du milieu récepteur, etc.

Plusieurs décrets pris entre 1966 et 1968 permettent la création des différents organismes de gestion de l'eau :  le Comité national de l’eau est créé par décret du 3 septembre 1965, les Comités de bassin sont créés le 14 septembre 1966, les agences financières de bassin également le 14 septembre 1966, puis la coordination interministérielle dans le domaine de l’eau le 5 avril 1968.

## Circonscriptions de bassin

### Liste des circonscriptions de bassin
La France comprend 12 circonscriptions de bassin : sept en France métropolitaine et cinq outre-mer,. Le territoire administratif du bassin est basé sur le découpage cantonal électoral, suite à l’arrêté du premier ministre du 14 septembre 1966. Faute d’arrêtés modificatifs, il a été amené, dans son évolution, à suivre le découpage communal, en respectant la filiation à partir des cantons d’origine. La liste des circonscriptions de bassin est sous la responsabilité du Ministère chargé de l’Environnement. Le code est par contre sous la responsabilité de l'INSEE.

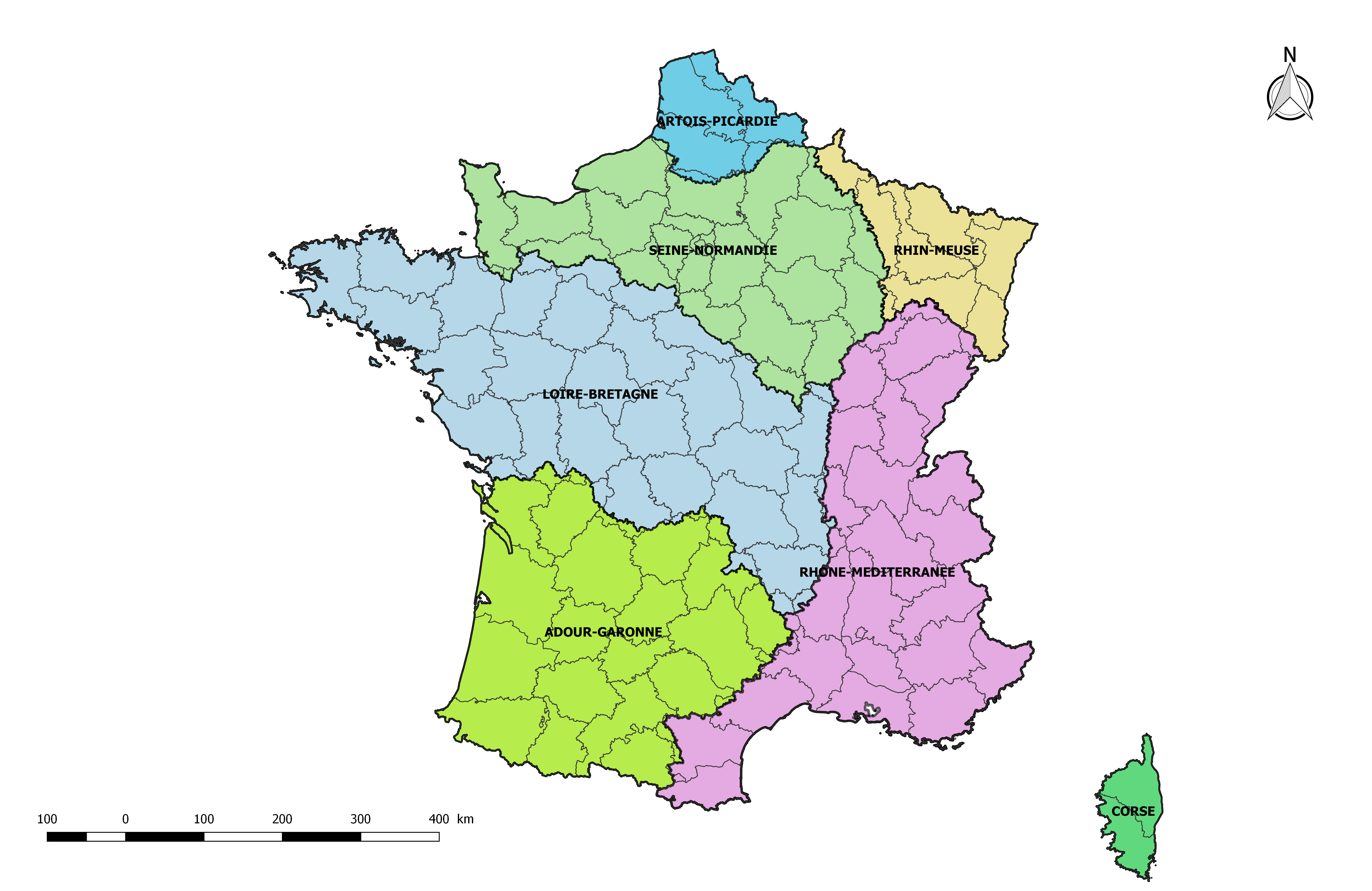
Carte des circonscriptions de bassin en France métropolitaine.

| Bassin             | Géographie | Sous-bassins administratifs | Superficie  | Répartition                                        | Cours d'eau | Population (2012)    |
| ------------------ | --- | --- | ----------- | -------------------------------------------------- | ----------- | -------------------- |
| Adour-Garonne      | Bassins de l'Adour, de la Charente, de la Dordogne, de la Garonne, du Lot, du Tarn-Aveyron et littoral et espaces côtiers                                | Charente - Dordogne - Lot - Tarn-Aveyron - Garonne - Adour - Côtiers aquitains et charentais.                                          | 117 650 km2 | 26 départements, 6769 communes                     | 116 817 km  | 7 000 000 habitants  |
| Artois-Picardie    | | Escault - Sambre | 19 562 km2  | 4 départements, 2474 communes                      | 8 000 km    | 4 800 000 habitants  |
| Loire-Bretagne     | Bassin de la Loire, bassins côtiers de la Bretagne et de la Vendée                                                                                       | Allier-Loire amont - Loire moyenne - Vienne-Creuse - Mayenne-Sarthe-Loir - Loire aval et côtiers vendéens - Vilaine et côtiers bretons | 155 000 km2 | 31 départements entiers ou partiels, 7283 communes | 135 000 km  | 12 000 000 habitants |
| Rhin-Meuse         | Bassins du Rhin, de la Sarre, de la Moselle et de la Meuse                                                                                               | Rhin supérieur - Moselle-Sarre - Meuse                                                                                                 | 31 400 km2  | 8 départements entiers ou partiels, 3240 communes  |             | 4 100 000 habitants  |
| Rhône-Méditerranée | Bassin du Rhône | Saône - Doubs - Haut-Rhône - Rhône moyen - Ardèche-Gard - Isère-Drôme - Durance - Côtiers Côte d'Azur - Côtiers Languedoc-Roussillon   | 130 000 km2 | 29 départements entiers ou partiels                | 11 000 km   | 14 000 000 habitants |
| Corse              | Île complète | | 8 700 km2   | 2 départements                                     |             | 282 000 habitants    |
| Seine-Normandie    | Bassin de la Seine, de ses affluents (l’Yonne, la Marne, l’Oise), et de petits fleuves de la côte normande (la Vire, la Sélune, l’Arques, la Bresle, …). | Seine amont - Île-de-France - Seine aval - Marne - Oise - Côtiers normands                                                             | 95 000 km2  | 28 départements entiers ou partiels, 8400 communes | 55 000 km   | 17 000 000 habitants |
| Guyane             | Département complet | | 84 000 km2  | 1 département                                      | 35 000 km   | 225 751 habitants    |
| Guadeloupe         | Île complète | |             | 1 département                                      |             | 404 394 habitants    |
| Martinique         | Île complète | |             | 1 département                                      |             | 400 000 habitants    |
| La Réunion         | Île complète | |             | 1 département                                      |             | 760 000 habitants    |
| Mayotte            | Île complète | |             | 1 département                                      |             | 235 000 habitants    |

### Correspondance avec les districts hydrographiques
La directive cadre sur l'eau (DCE) du 23 octobre 2000 vise à donner à l’ensemble de la législation une cohérence avec une politique communautaire globale dans le domaine de l’eau. Elle définit un cadre pour la gestion et la protection des eaux par grand bassin hydrographique au plan européen avec une perspective de développement durable. Dans ce cadre a été créée, au niveau européen, la notion de district hydrographique (River Basin Districts [RBDs]).
La France, s'appuyant sur le découpage en circonscriptions de bassins, a recensé ainsi 14 districts hydrographiques, dont 5 sont des territoires d'outre-mer. Parmi ces districts hydrographiques, six sont partagés avec un autre pays européen : Rhône, Adour Garonne, Rhin-Meuse, Artois Picardie, Seine et Normandie, avec la Belgique, le Luxembourg, l'Allemagne, la Suisse, l'Italie et l'Espagne. Cinq des Districts français sont des îles (Corse, La Réunion, Martinique, Guadeloupe et Mayotte),.
| Circonscription de bassin | District hydrographique                    | District hydrographique                           | District hydrographique | District hydrographique                                                                          | District hydrographique                             | District hydrographique |
| Circonscription de bassin | Code européen aires strictement nationales | Code européen aires nationales et transnationales | Mnémonique              | Libellé                                                                                          | Autres noms                                         | Pays partageant le DH   |
| ------------------------- | ------------------------------------------ | ------------------------------------------------- | ----------------------- | ------------------------------------------------------------------------------------------------ | --------------------------------------------------- | ----------------------- |
| Adour-Garonne             | FRF                                        | FRF                                               | Adour Garonne           | La Garonne, l'Adour, la Dordogne, la Charente et les cours d'eau côtiers charentais et aquitains |                                                     | ES                      |
| Artois-Picardie           | FRA                                        | EU33                                              | Escaut Somme            | Escaut                                                                                           | Autres noms possibles : Escaut / Schelde / Scheldt  | BE, NL                  |
| Artois-Picardie           | FRB2                                       |                                                   | Sambre                  | Sambre                                                                                           |                                                     | BE                      |
| Loire-Bretagne            | FRG                                        | FRG                                               | Loire                   | La Loire, les cours d'eau côtiers vendéens et bretons                                            |                                                     |                         |
| Rhin-Meuse                | FRB1                                       | EU3                                               | Meuse                   | Meuse                                                                                            | Autres noms possibles : Meuse / Maas                | BE, DE, LU, NL          |
| Rhin-Meuse                | FRC                                        | EU36                                              | Rhin                    | Rhin                                                                                             | Autres noms possibles : Rhein / Rhin / Rijn / Rhine | BE, CH, DE, LU, NL      |
| Rhône-Méditerranée        | FRD                                        | EU35                                              | Rhone Med               | Rhône                                                                                            | Autres noms possibles : Rhone / Rotten              | CH, ES, IT              |
| Corse                     | FRE                                        | FRE                                               | Corse                   | Les cours d'eau de la Corse                                                                      |                                                     |                         |
| Seine-Normandie           | FRH                                        | EU31                                              | Seine                   | Seine                                                                                            |                                                     | BE                      |
| Guadeloupe                | FRI                                        | FRI                                               | Guadeloupe              | Les cours d'eau de la Guadeloupe                                                                 |                                                     |                         |
| Martinique                | FRJ                                        | FRJ                                               | Martinique              | Les cours d'eau de la Martinique                                                                 |                                                     |                         |
| Guyane                    | FRK                                        | FRK                                               | Guyane                  | Les fleuves et cours d'eau côtiers de la Guyane                                                  |                                                     |                         |
| Réunion                   | FRL                                        | FRL                                               | Réunion                 | Les cours d'eau de la Réunion                                                                    |                                                     |                         |
| Mayotte                   | FRM                                        | FRM                                               | Mayotte                 | Mayotte                                                                                          |                                                     |                         |

## Gouvernance

### Instances de bassin

#### Comité de bassin
Les comités de bassin (sept en métropole, quatre dans les DROM et un à Mayotte) sont des instances de concertation qui regroupent différents acteurs, publics ou privés, agissant dans le domaine de l’eau : collectivités, État, usagers, personnes qualifiées, milieux socioprofessionnels et le préfet coordonnateur de bassin. Ils ont pour mission :
- d’élaborer le SDAGE ;
- de définir la politique de gestion de la ressource et de protection des milieux naturels ;
- de donner un avis sur les grands aménagements ;
- d’orienter les politiques d’intervention de l'agence de l’eau.

#### Agence de l'eau
Il y a en France métropolitaine depuis la loi de 2002 sept comités de bassin (dont celui de Corse) mais six agences de l'eau. Les six agences de l’eau sont des établissements publics qui constituent l'organisme exécutif chargé de mettre en œuvre la politique définie par les comités de bassin : 
- elles calculent, établissent et perçoivent les redevances suivant le principe pollueur-payeur ;
- elles suscitent et soutiennent financièrement et techniquement les travaux d’amélioration des milieux aquatiques et de réduction des pollutions ;
- elles assistent les comités de bassin dans l’élaboration des SDAGE ;
- elles contribuent à la production des données qualitatives sur l’eau ;
- elles mettent en œuvre la gestion intégrée de la ressource.

### Services de l'État à l'échelle du bassin

#### Préfet coordinateur de bassin
Les préfets coordinateurs de bassin sont les préfets des régions dans lesquelles les comités de bassin ont leur siège. Ils animent la politique de l’eau en matière de police et de gestion des ressources en eau et coordonnent l’action des préfets des départements et des régions du bassin. Ils assurent la cohérence et l’homogénéité des décisions,.

#### Commission administrative de bassin
Dans chaque bassin est créée une commission administrative de bassin, présidée par le préfet coordonnateur de bassin. Elle l'assiste dans l'exercice de ses compétences ; elle est notamment consultée sur les projets de SDAGE, de programme de mesures et de schéma directeur de prévision des crues. Elle est composée des préfets de région, des préfets de département, des chefs de pôle régionaux Environnement - Développement Durable (EDD), du délégué de bassin, du trésorier payeur général de la région siège du comité de bassin et du directeur de l’Agence de l’eau.

#### Délégation de bassin
La délégation de bassin assiste le préfet coordonnateur de bassin dans l’exercice de ses missions. Elle assure le secrétariat de la commission administrative de bassin, anime et coordonne l’action des services déconcentrés de l'État intervenant dans le domaine de l’eau et apportent conseil et assistance technique aux organismes de bassin.

#### Commissions diverses au niveau du bassin
Certains bassins disposent de comité spécialisés dans la gestion de certaines thématiques. Par exemple au niveau du bassin Rhône-Méditerranée, existent les comités traitant des thématiques suivantes : gestion des poissons migrateurs, suivi de la situation hydrologique du bassin (comité sécheresse), pêche professionnelle en eau douce, pollution du Rhône par les polychlorobiphényles (PCB).

#### Mission inter-services de bassin
Dans certains bassins, comme le bassin Rhône-Méditerranée, le préfet coordonnateur de bassin a constitué une mission inter-services de bassin chargée d'animer et d’assurer la coordination technique de l'action des services déconcentrés de l'État au niveau du bassin. Cette mission est composée des chefs de service régionaux, des ministères directement concernés par le domaine de l'eau qui ont un rôle d’animation de leurs services dans le bassin ainsi que du directeur de l'Agence de l'eau et du délégué de l’Office national des eaux et milieux aquatiques (ONEMA).

### Établissements publics territoriaux de bassin
Les établissements publics territoriaux de bassin (EPTB) sont des institutions interdépartementales dont les limites de compétences couvrent un bassin hydrographique, mais pas la totalité d'une circonscription de bassin. Ils ont pour mission : 
- d’assurer la gestion de la ressource, la préservation des zones humides et la prévention des inondations avec les DDT.
- de financer des actions en lien avec les Conseils départementaux
- de mettre en œuvre la gestion intégrée de la ressource

### Acteurs à l'échelle des sous-bassins
À l'échelle des sous-bassins, existent deux instances. 

#### Commission locale de l’eau
Les commissions locales de l’eau regroupent des représentants des collectivités territoriales, de l’État, des usagers, d’organisations professionnelles et d’associations. Elles ont pour mission d’élaborer, de réviser et de mettre en œuvre les SAGE.

#### Commissions territoriales ou géographiques
Les commissions territoriales ou géographiques regroupent le préfet coordonnateur de bassin, des membres du comité de bassins, des personnes qualifiées et les présidents des commissions locales de l’eau et EPTB. Elles ont pour mission d’organiser la concertation au plus près du terrain entre comités de bassin et acteurs de l’eau et d’organiser les « forums locaux de l’eau » lieu de débat public, d’information et d'échanges.

#### Ouvrages
- Vieillard-Coffre Sylvie, « Gestion de l'eau et bassin versant. De l'évidente simplicité d'un découpage naturel à sa complexe mise en pratique », Hérodote, 2001/3 (N°102), p. 139-156. DOI : 10.3917/her.102.0139. URL : http://www.cairn.info/revue-herodote-2001-3-page-139.htm
- Miqueu Claude, « La gestion qualitative et quantitative de l'eau », Pour, 2008/4 (n° 199), p. 132-138. DOI : 10.3917/pour.199.0132. URL : http://www.cairn.info/revue-pour-2008-4-page-132.htm

#### Rapports
- La gestion de l'eau en France (synthèse 4 pages)
- Politique de l'eau : la France au milieu du gué - Rapport d'information n° 352 (2006-2007) de Mme Fabienne Keller, fait au nom de la commission des finances, déposé le 27 juin 2007. (synthèse)
- Gestion de l'eau : agir avec pragmatisme et discernement - Rapport d'information de M. Rémy Pointereau, fait au nom de la commission de l'aménagement du territoire et du développement durable - n° 807 - 20 juillet 2016
- Gestion de l'eau : Étude de législation comparée n° 268 - mai 2016
- Eau : urgence déclarée  - Rapport d'information de MM. Henri Tandonnet et Jean-Jacques Lozach fait au nom de la délégation sénatoriale à la prospective - 19 mai 2016